# Kazimierz Kropidłowski
Kazimierz Kropidłowski (né le 16 août 1931 à Starogard Gdański et mort le 20 décembre 1998) est un athlète polonais, spécialiste du saut en longueur. 

## Biographie
Il participe aux Jeux olympiques de 1956, à Melbourne, et se classe sixième de la finale du saut en longueur.
Il remporte la médaille d'argent lors des championnats d'Europe d'athlétisme de 1958, à Stockholm en Suède, devancé par le Soviétique Igor Ter-Ovanessian.

### Palmarès
| Date | Compétition           | Lieu      | Résultat | Épreuve          | Performance |
| ---- | --------------------- | --------- | -------- | ---------------- | ----------- |
| 1956 | Jeux olympiques       | Melbourne | 6e       | Saut en longueur | 7,30 m      |
| 1958 | Championnats d'Europe | Stockholm | 2e       | Saut en longueur | 7,67 m      |

### Records
| Épreuve          | Performance | Lieu | Date |
| ---------------- | ----------- | ---- | ---- |
| Saut en longueur | 7,82 m      |      | 1959 |